# کروموزوم ۲۲ (انسان)

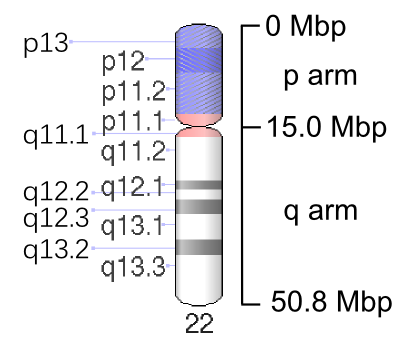
ایدئو گرام کروموزوم ۲۲ (انسان). MBP به معنی مگا جفت باز است. برای مشاهدهٔ دیگر منابع جایگاه کروموزومی را ببینید.

کروموزوم ۲۲ انسان، یکی از ۲۳ جفت کروموزوم در بشر است. انسان‌ها به طور معمول دو نسخه از این کروموزوم را در سلول‌های خود دارند. کروموزوم ۲۲ از بیش از ۴۹ میلیون جفت باز (اجزای تشکیل‌دهندهٔ دی‌ان‌ای) تشکیل یافته و در برگیرندهٔ بین ۱٫۵ تا ۲ درصد از کل دی‌ان‌ای در سلول‌های انسان‌است. این کروموزوم کوچک ترین کروموزوم سلول بدن انسان می‌باشد 
کروموزوم ۲۲ در سال ۱۹۹۹ توسط پژوهش‌گرانی که بر روی پروژه ژنوم انسان کار می‌کردند تعیین توالی شد و نخستین کروموزوم انسان بود که به‌طور کامل تعیین توالی می‌شد.
کروموزوم ۲۲ از همان آغاز به عنوان کوچکترین کروموزوم انسان شناسایی شده‌بود. پس از بررسی‌های گسترده‌تر، با این‌که پژوهشگران به این نتیجه رسیدند که کروموزوم ۲۱ کوچکتر است، این نتیجه‌گیری منجر به بازنگری در جایگاه ردیفی این دو کروموزوم نشد. نقش کروموزوم ۲۱ در سندرم داون (جهش‌های حذفی)، دلیل این گزینش بود.
شناسایی هویت ژن‌ها در هر کروموزوم یکی از زمینه‌های فعال در پژوهش‌های ژنتیکی است. پژوهش‌گران از روش‌های مختلفی برای پیش‌بینی تعداد ژن در هر کروموزوم استفاده می‌کنند، از این رو، شمار تخمینی ژن‌ها در هر کروموزوم همیشه یک‌سان نیست. در ژانویه سال ۲۰۱۷، دو تخمین متفاوت با اختلاف ۳۳٪، با یک‌دیگر ارائه‌شد. این دو تخمین نشان می‌دهند که کروموزوم ۲۲ انسان می‌تواند در بر گیرندهٔ بین ۹۵۶ ژن، و برابر برآورد دیگر ۱۱۱۰ ژن باشد.